# 204 (число)
204 (Дві́сті чоти́ри) — натуральне число між 203 та 205.
- 204 день в році — 23 липня (у високосний рік 22 липня).

## У математиці
- Сума перших восьми квадратів.

## В інших галузях
- 204 рік, 204 до н. е.
- В Юнікоді 00CC  16  — код для символу «I» (Latin Capital Letter I With Grave).
- NGC 204 — лінзоподібна галактика (S0) в сузір'ї Риби.
- Ту-204 — російський пасажирський літак.